# Sarax newbritainensis
Espèce
Sarax newbritainensis est une espèce d'amblypyges de la famille des Charinidae.

## Distribution
Cette espèce est endémique de Nouvelle-Bretagne dans l'archipel Bismarck en Papouasie-Nouvelle-Guinée,. Elle se rencontre dans la grotte Resurgence Lali Bairaman.

## Description
Le mâle holotype mesure 9,50 mm et la femelle paratype 8,25 mm.
Cette espèce troglobie possède des yeux réduits.

## Étymologie
Son nom d'espèce, composé de newbritain et du suffixe latin -ensis, « qui vit dans, qui habite », lui a été donné en référence au lieu de sa découverte, la Nouvelle-Bretagne.

## Publication originale
- Rahmadi & Kojima, 2010 : Whip spiders of the genus Sarax in the Papuan region, with description of two new species (Amblypygi: Charinidae). Journal of Arachnology, vol. 38, no 3, p. 475–484 (texte intégral).